# Абби, Линн
Мэрилин Лоррейн «Линн» Абби (англ. Marilyn Lorraine "Lynn" Abbey; род. 18 сентября 1948, Пикскилл, штат Нью-Йорк, США) — американская писательница и сценаристка.

## Биография
Окончила Рочестерский и Нью-Йоркский Университеты. Работала программистом и системным аналитиком. Первую историческую фэнтези «Daughter of the Bright Moon» опубликовала в 1979 году, в том же году приняла участие в написании «коллективного романа» «Мир воров» (англ. Thieves' World).
Автор нескольких новеллизаций компьютерных и ролевых игр в том числе романов серии «Мир тёмной звезды» (англ. DarkSun). В 1980 году вышла замуж за известного фантаста Роберта Асприна, совместно с которым написала несколько произведений. В 1993 году они развелись.

## Фэнтези
- «Мироходец» (англ. Planewalker)  (Серия «Эпоха артефактов», действие происходит в сеттинге Magic: The Gathering)